# Pogeez
Pogeez er en kommune i det nordlige Tyskland, beliggende i Amt Lauenburgische Seen under Kreis Herzogtum Lauenburg. Kreis Herzogtum Lauenburg ligger i delstaten Slesvig-Holsten.

## Geografi
Pogeez ligger på vestbredden af Ratzeburger See i Naturpark Lauenburgische Seen, omkring 6 km nord for Ratzeburg. Bundesstraße 207, og tidligere Alte Salzstraße fører gennem kommunen.